# 到不了的地方
《到不了的地方》（英語：Anywhere Somewhere Nowhere）是一部2014年臺灣電影，由縱橫國際影視和漢承泰投資部分資金，改編自真人真事的原著《到不了的地方，就用食物吧！》（2005年出版）。描述思念父親的導演，為了尋找幼年時與父親在太魯閣喝過的一碗金針湯，而與綽號台客的游泳教練展開一趟機車旅行。導演李鼎稱，該片是金鐘獎得獎作品《裝滿的生活時光—延續自己的聲音篇》的完整版。
2013年10月成為高雄電影節閉幕片，2014年上映前與交通部觀光局合作推出10分鐘版本的微電影，成為「台灣，讓旅行精彩的地方！」國際宣傳台灣系列微電影的首部作品。

## 劇情[4]
你會跟一個只見過八次面的人，展開一場未知的長途旅行嗎？
一位是綽號台客的游泳教練，一位是思念父親的年輕導演，兩人一起展開旅行，只為了尋找導演幼年時與父親在太魯閣喝過的一碗金針湯，也一圓台客教練想穿丁字褲與飛魚一起游泳的夢想。
旅行中，兩人誤闖被土石流淹沒的小鎮、網路上流傳36個秘境之一的梅花森林、因為殉情傳說而出名的「千歲吊橋」……兩人不斷遇到奇特的朋友，也不斷揭開彼此心中所深藏的秘密……

## 演員

### 主要演員
| 演員   | 飾演角色 | 介紹                                             |
| 林柏宏 | 李銘     | 主角，思念父親的年輕導演（原著書裡的李鼎）       |
| 張睿家 | 謝呈全   | 主角，綽號「台客」的游泳教練（原著書裡的徐君豪） |
| 庹宗華 | 李樂玉   | 李銘父親                                         |
| 張本渝 | 葉雯     | 李銘母親                                         |
| 林辰唏 | 小太陽   | 放棄竹科工作的女孩，到蘭嶼開了「看太陽」酒吧     |

### 其他演員
| 演員   | 飾演角色 | 介紹                                                                                             |
| 唐立淇 | 總編輯   | 出版社總編輯                                                                                     |
| 高捷   | 謝春堂   | 謝呈全父親                                                                                       |
| 趙正平 | 古真和   | 真和園溫泉經營者，一個愛做包子的爸爸，他的名字也是電影的一個伏筆                                 |
| 張詩盈 | 護理長   | 主要照顧李銘父親的護士（護理師）                                                                 |
| 唐川   | 唐爸     | 劇中如古書裡的預言者與隱者，時而點醒兩個主角心中恐懼的一切，時而陪伴劇中的每一個受傷的靈魂       |
| 李靜美 | 古信維   | 古真和姊姊，唐爸的老婆，梅花森林廚房的主廚，她發明了許多用梅子做成的料理，那些料理都是森林的秘密 |
| 尹馨   | 女人魚   | 嫁給蘭嶼原住民姆里塔，她相信讓一些飛魚離開，是因為他們會再回來                                   |
| 聶邦彥 | 姆里塔   | 熱心的蘭嶼原住民                                                                                 |
| 施名帥 | 李念     | 李銘弟弟，不認同李銘的導演工作，和李銘不合                                                       |
| 林嘉俐 | 謝媽     | 謝春堂妻，極愛謝春堂，卻最沒有安全感                                                             |
| 鄭文斐 | 撒菲     | 原住民公主，因和日本士兵相戀遭雙方反對而殉情                                                     |
| 古斌   | 山本     | 日本士兵，因和原住民公主相戀遭雙方反對而殉情                                                     |

## 電影歌曲
- 到不了的地方
  - 主唱：蕭敬騰／詞：李鼎、潘柏希／曲：V.K克／／編曲：V.K克／／製作人：V.K克／版權&提供：華納音樂

## 拍攝場景
- 南投縣東埔溫泉、千歲吊橋、風櫃斗梅花森林、神木村、久美部落
- 嘉義縣阿里山賓館、阿里山森林鐵道、阿里山神木群
- 花蓮縣太魯閣國家公園
- 臺東縣蘭嶼

## 外部連結
- 到不了的地方的Facebook專頁
- 互联网电影数据库（IMDb）上《到不了的地方》的资料（英文）